# Clube Náutico Marcílio Dias
Clube Náutico Marcílio Dias ou Marcílio Dias é um clube do futebol brasileiro sediado na cidade de Itajaí, Santa Catarina, fundado em 17 de março de 1919. O Marcílio Dias também é conhecido como "Marinheiro", devido ao nome do clube, que foi levantado na primeira reunião, no mesmo dia 17 de março, e aprovado por unanimidade, em homenagem ao marinheiro Marcílio Dias, que combateu na Batalha Naval do Riachuelo, na Guerra do Paraguai.
O Clube Náutico Marcílio Dias faz seus jogos no Estádio Doutor Hercílio Luz, conhecido por Gigantão das Avenidas, por estar entre as Avenidas Sete de Setembro e Coronel Marcos Konder, no centro de Itajaí. A sua sede fica junto ao estádio, na Rua Gil Stein Ferreira, sendo um dos mais bem localizados estádios do Brasil, exatamente na parte central de Itajaí. As cores vermelho e azul (rubro-anil) foram adotadas em homenagem a dois grandes clubes náuticos da capital de Santa Catarina: Riachuelo (azul) e Martinelli (vermelho).

## História
A ideia dos três amigos, Gabriel Collares, Victor Emmanoel Miranda e Alyrio Gandra, de fundar um clube náutico em Itajaí foi concretizada no ano de 1919, em reunião realizada na Sociedade Guarany. Na noite de 17 de março, que contou com a presença de 30 pessoas, foi fundado o Clube Náutico Marcílio Dias. O nome foi aprovado por aclamação, em homenagem ao bravo marinheiro gaúcho morto na Guerra do Paraguai. Por várias décadas acreditou-se que o clube teria sido fundado em 19 de março e somente após a redescoberta da ata de fundação, em 2004, é que foi averiguado que a data correta em que o “Marinheiro” nasceu era 17 de março de 1919. Com a redescoberta da ata, o clube comemora seu aniversário oficialmente em 17 de março.
O Marcílio Dias foi o quinto clube náutico a ser fundado no estado de Santa Catarina (antes do Rubro-Anil existiam apenas Riachuelo, Martinelli e Florianópolis, que depois mudaria de nome para Aldo Luz, de Florianópolis, e Lauro Carneiro, de Laguna). O primeiro presidente do clube foi o Ignacio Mascarenhas Passos, que no dia 16 de abril de 1919 enviou através de uma carta ao governador do estado, Hercílio Luz, a comunicação da criação do clube:
“Cumprimos o grato dever de levar ao conhecimento de Vossa Ex. que no dia 17 de março próximo findo foi fundado nesta cidade o Club Náutico Marcílio Dias, cujos fins são proporcionar à mocidade exercícios de natação, remo, gymnastica, tênnis e outras diversões compatíveis com sua cultura physica”.
A primeira atividade do clube foi o remo, quando comprou duas yoles (embarcações pequenas usadas na prática de remo) que levaram os nomes de Yara e Yarê (cujo uma briga para a definição das madrinhas das embarcações acabou afastando alguns membros do clube, que então criaram o Clube Náutico Almirante Barroso, se tornando o maior adversário da história do Marcílio Dias). Em pouco tempo, as atividades desportivas do clube foram sendo ampliadas, aonde foram incorporados water-polo, natação, atletismo, tênis, vôlei, basquete, futebol de salão e, por fim, o futebol de campo. Além das atividades desportivas, o clube organizou do começo da década de 1920 até a década de 1930 um grupo teatral amador, apresentando mais de 45 peças.
O Marcílio Dias começou como clube náutico, participando de regatas com suas yoles. Porém, não demorou muito para que novas modalidades fossem incorporadas ao clube, principalmente depois da inauguração da Praça de Esportes Dr. Hercílio Luz, em 1921. No remo, realizou sua primeira regata no dia 19 de julho de 1919, cujas embarcações “Yarê” e “Yara” se revezaram nas vitórias das duas primeiras provas disputadas, em homenagem às torcedoras e à municipalidade, respectivamente. Poucos meses antes, em maio, o clube inaugurou o seu galpão na rua Fluvial (atual Avenida Coronel Eugênio Muller). No ano seguinte, em 1920, o Marcílio Dias ampliou seus horizontes e inaugurou um posto náutico na cidade de Blumenau. Em 28 de março, uma delegação de marcilistas viajou de navio até Blumenau para participar da inauguração. O Marcílio Dias sagrou-se campeão estadual de remo em 1925.

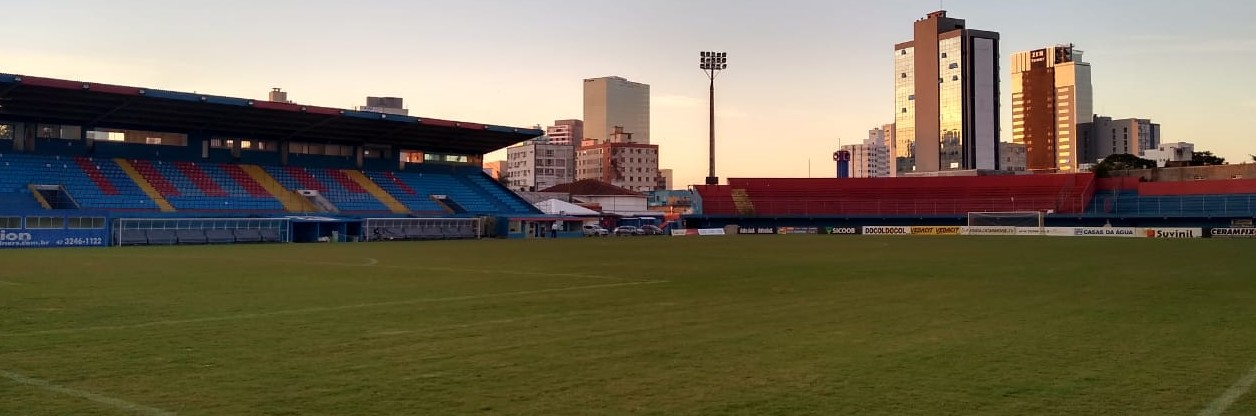
Estádio Dr. Hercílio Luz, localizado na cidade de Itajaí, Santa Catarina

Outra prática desportiva em que o Marcílio Dias se destacou foi o tênis, onde homens e mulheres começaram a praticar o esporte sob as cores marcilistas já em 1919. Sua primeira competição interestadual foi em 5 de outubro de 1919, contra o Brusquense, na cidade de Brusque. Ao todo, o clube venceu oito campeonatos de tênis, além de diversas taças e troféus.
No water-pólo o Marcílio Dias foi o precursor em Santa Catarina, introduzindo a modalidade em 1920. Outro esporte aquático praticado foi a natação. O basquete teve sua primeira quadra inaugurada em 1921. Foram madrinhas do campo as senhoritas Dolores Palumbo, Diva Bornhausen e Grecelides Almeida. O primeiro jogo foi disputado por dois times femininos: o azul e o vermelho.
O futebol de salão também já foi praticado por atletas do Marcílio Dias, assim como o atletismo e a ginástica. Desde 2017, o clube possui equipe de handebol feminino em parceria com a Fundação Municipal de Esporte e Lazer (FMEL) de Itajaí. Em 24 de março de 2018, o Marcílio Dias se reencontrou com suas origens ao anunciar a retomada das atividades no remo.

## Futebol
Apesar de criado com o propósito de fomentar o desporto náutico, desde o ano de sua fundação o clube possui equipes de futebol, como registram jornais de Itajaí, como “O Commercio”. O futebol passou a fazer parte das atividades do clube a partir de 10 de maio de 1919, através da incorporação do Itajahyense Foot-Ball Club, um dos primeiros clubes de futebol de Santa Catarina, fundado em 1911. Em 1930, o Marcílio Dias conquistou seu primeiro vice-campeonato catarinense (de uma série de oito), ficando atrás apenas do Avaí. A colocação das duas equipes se repetiu em 1944. Na final do campeonato, o primeiro jogo foi realizado em Navegantes, pois o Estádio Doutor Hercílio Luz passava por reformas. Na década de 1960 o Marcílio Dias se tornou uma das maiores potências do Sul do país. De 1960 a 1962 amargurou mais três vice-campeonatos estaduais, perdendo para o Metropol, de Criciúma, nas finais. O mesmo se repetiu em 1967.
O principal título conquistado pelo Marcílio Dias em sua história foi o Campeonato Catarinense de Futebol de 1963.  Neste ano, o clube venceu o Torneio Luiza Mello, competição que em 1983 foi reconhecida pela Federação Catarinense de Futebol como Campeonato Catarinense. O time base da campanha do título estadual foi Jorge; Djalma (Marzinho), Ivo Meyer, Joel I e Joel II; Sombra e Odilon; Ratinho, Aquiles, Dufles (João Caetano) e Renê. De acordo com o livro “Torneio Luiza Mello – Marcílio Dias Campeão Catarinense de 1963”, o “Marinheiro” teve aproveitamento superior a 80% ao longo das 18 rodadas do certame: venceu 13 jogos, empatou três e perdeu apenas dois. O ataque marcilista anotou 43 gols (média de 2,38 gols por jogo) e a defesa sofreu 16.
O Marcílio também conquistou três vezes a Copa Santa Catarina (2007, 2022 e 2023) e a Recopa Sul-Brasileira em 2007. Entre outros feitos do Marinheiro estão um vice-campeonato do 1º Campeonato Sul-Brasileiro de Futebol em 1962, um 40º lugar geral do Campeonato Brasileiro de 1986, um 3º lugar na divisão de acesso (equivalente a Série C) do Campeonato Brasileiro de 1988, semifinalista do Torneio Mercosul 1995 e oito vice-campeonatos catarinenses.
Também conhecido como Siri Mecânico, referência ao time de 1988, que venceu três taças, mas acabou eliminado nas fases decisivas do Campeonato Catarinense.
Marcílio Dias é o terceiro clube que mais disputou o Campeonato Catarinense da Divisão Principal. Foi rebaixado apenas 4 vezes, em 1998, 2009, 2012 e 2015.
Cabe destacar que o Marcílio Dias é um time de muita tradição no futebol catarinense, tendo uma torcida vibrante e apaixonada, conta até com uma Torcida Organizada, a Fúria Marcilista, fundada em Agosto de 1999.
Em 23 de fevereiro de 2014, foi lançado o livro "Torneio Luiza Mello - Marcílio Dias Campeão Catarinense de 1963", de autoria do jornalista Fernando Alécio. A obra resgata a campanha e os detalhes da conquista do único título estadual do clube. Em 2 de abril de 2019, também foi lançado o livro "História do Clube Náutico Marcílio Dias - O Livro do Centenário", do mesmo autor, obra que narra a trajetória do clube desde a fundação.
Em 2023 participou pela primeira vez da Copa do Brasil, jogou contra a Chapecoense em partida única pela 1ª fase, o empate dava a classificação para o time de Chapecó por jogar fora de casa, mas aos 42 minutos do segundo tempo, após batida de escanteio, Peu fez o gol da classificação histórica Marcilista.

## Sala de Troféus

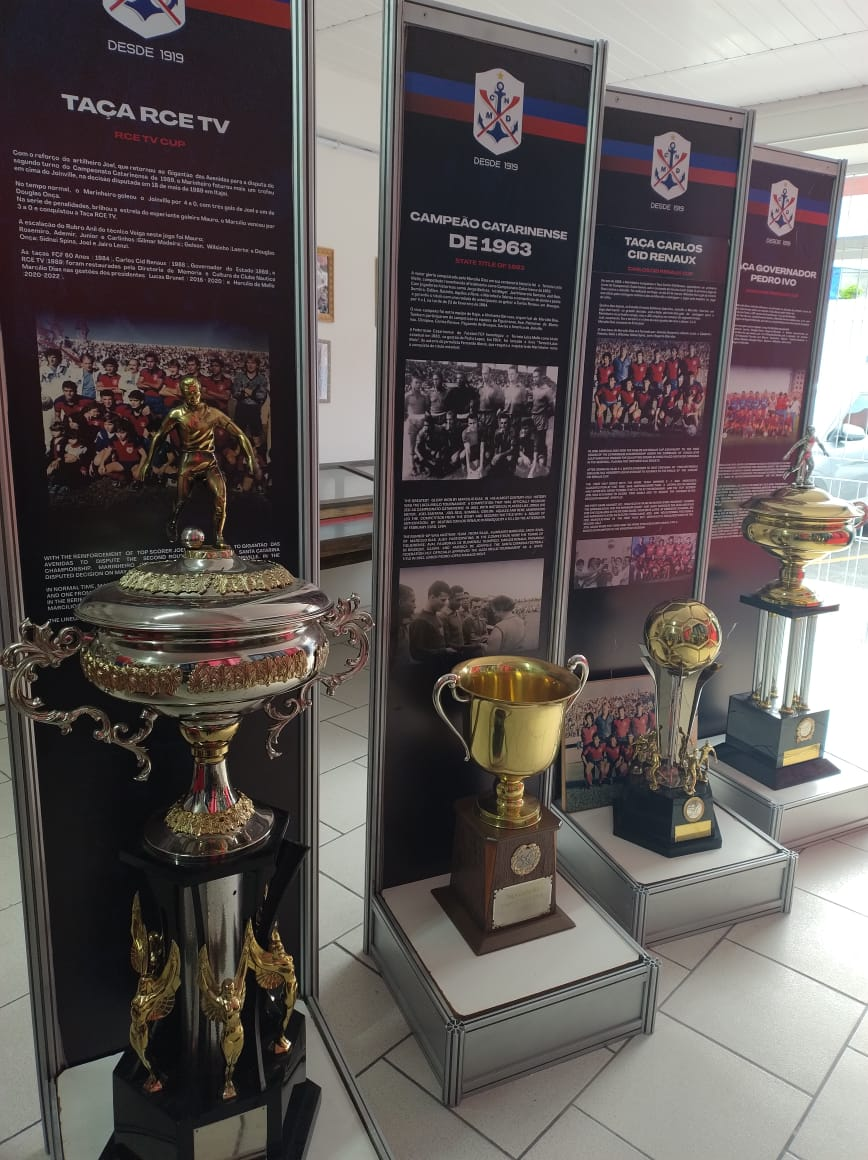
Sala de Troféus do Clube Náutico Marcílio Dias

No dia 28 de setembro de 2023, foi reinaugurada a Sala de Troféus Gabriel Collares, nas dependências do Estádio Doutor Hercílio Luz, após passar por processo de revitalização. Além de armazenar cerca de uma centena de troféus conquistados pelo clube ao longo de mais de 100 anos em diversas modalidades desportivas, como remo, tênis, futebol, atletismo e handebol, o espaço também expõe materiais como fotos, medalhas, faixas, camisas, diplomas, bola, jornais, revistas e documentos históricos. O evento de reinauguração contou com a presença ilustre do ex-treinador Levir Culpi, técnico do Marcílio Dias em 1987 e 1988.

## Títulos
| REGIONAIS           | REGIONAIS                        | REGIONAIS           | REGIONAIS                    |
|                     | Competição                       | Títulos             | Temporadas                   |
|                     | Recopa Sul-Brasileira            | 1                   | 2007                         |
| ESTADUAIS           | ESTADUAIS                        | ESTADUAIS           | ESTADUAIS                    |
|                     | Competição                       | Títulos             | Temporadas                   |
|                     | Campeonato Catarinense           | 1                   | 1963                         |
|                     | Copa Santa Catarina              | 3                   | 2007, 2022, 2023             |
|                     | Campeonato Catarinense - Série B | 3                   | 1999, 2010, 2013             |
|                     | Taça Governador do Estado        | 2                   | 1988, 1989                   |
| REGIONAIS ESTADUAIS | REGIONAIS ESTADUAIS              | REGIONAIS ESTADUAIS | REGIONAIS ESTADUAIS          |
|                     | Competição                       | Títulos             | Temporadas                   |
|                     | Campeonato do Vale do Itajaí     | 3                   | 1939, 1944, 1946             |
|                     | Torneio Início do Vale do Itajaí | 2                   | 1944, 1945                   |
| MUNICIPAIS          | MUNICIPAIS                       | MUNICIPAIS          | MUNICIPAIS                   |
|                     | Competição                       | Títulos             | Temporadas                   |
|                     | Campeonatos Municipais (LID)     | 5                   | 1958, 1960, 1961, 1962, 1963 |
|                     | Campeonato Municipal (ASVI)      | 1                   | 1938                         |
|                     | Torneio Início de Itajaí (LID)   | 5                   | 1952, 1953, 1955, 1957, 1959 |
| ------------------- | -------------------------------- | ------------------- | ---------------------------- |

- 01 Torneio Incentivo: 1980
- 01 Torneio 60 Anos da FCF: 1984
- 01 Taça RCE TV: 1989
- 01 Taça Radialista Alfredo Costa: 1999
- 01 Taça Polícia Militar 170 Anos: 2005
- 01 Taça Alvacir Jair da Cruz: 2018

#### Amistosos
- 01 Torneio Itajaí - Joinville: 1963

#### Categorias de base
- 01 Campeonato Catarinense Juvenil: 1990
- 01 Copa Santa Catarina Sub-17: 2023
- 01 Campeonato Catarinense Júnior 2º Divisão: 1998
- 01 Campeonato Catarinense Juvenil Divisão Especial: 2010
- 01 Campeonato Liga Itajaiense Sub-17: 2011
- 01 Campeonato Liga Itajaiense Sub-15: 2011

#### Futebol Feminino
- 01 Campeonato Catarinense Feminino: 1997

#### Remo
- 01 Campeonato Catarinense de Remo: 1925

#### Tênis
- 02 Campeonato Catarinense de Tênis: 1945-1947

## Estatísticas

### Participações
|  | Participações em 2025 |

| Competição     | Competição             | Temporadas | Melhor campanha             | Estreia | Última | P | R |
| Santa Catarina | Campeonato Catarinense | 64         | Campeão (1963)              | 1930    | 2025   |   | 4 |
| Santa Catarina | Série B                | 7          | Campeão (1999, 2010 e 2013) | 1998    | 2018   | 4 | – |
| Santa Catarina | Copa Santa Catarina    | 18         | Campeão (2007, 2022 e 2023) | 1990    | 2025   |   |   |
| Brasil         | Série B                | 3          | 8º colocado (1986)          | 1986    | 2000   | – | – |
| Brasil         | Série C                | 8          | 4º colocado (1988)          | 1988    | 2009   | – | 1 |
| Brasil         | Série D                | 6          | 8º colocado (2020)          | 2010    | 2025   | – |   |
| Brasil         | Copa do Brasil         | 2          | 2ª fase (2023)              | 2023    | 2024   |   |   |

## Ídolos
- Gelson Silva
- Ratinho
- Sombra
- Aquiles
- Idésio
- Jairo Lenzi
- Rosemiro
- Joel
- Leandro Branco
- Careca
- Marcelo Vacaria